# Sombras del pasado
Sombras del pasado es el tercer álbum de estudio de Ankhara lanzado en febrero de 2003. Este disco es mucho más cercano al hard rock que sus dos antecesores llegando incluso, en algunos momentos, a acercarse al progressive metal, pero sin perder sus raíces en el power metal. La incorporación de un teclista da mucha más vida a los temas, mucho más elaborados que en sus anteriores trabajos.
El disco contiene una versión del tema de Toto Hold The Line al que ellos titulan Mantente firme, se edita un video de éste, el cual fue hecho en la sala Caracol Madrid.

## Nuevos miembros del grupo
Los nuevos miembros del grupo son Jaime Olivares a la batería, Fernando Mainer al bajo y Víctor Alonso al teclado.

## Colaboraciones
En este disco colaboran Javier Rocaberti (Ex-Ñu) en el Bajo, Alberto Cereijo del grupo Los Suaves participa con un solo en la canción El mundo no es suficiente y Jota Marsán en Principio y fin en la Percusión.

## Grabación
Fue grabado en los estudios Eurosonic de Madrid.

## Lista de canciones
1. Génesis [Introducción Instrumental] - 1:21
2. Ruinas del alma - 7:20
3. Acordes mágicos - 5:02
4. Busca un motivo - 5:13
5. El eco de tu silencio - 5:10
6. Lágrimas del Nilo - 6:40
7. Un día en la imaginación - 5:43
8. Principio y fin - 5:47
9. Mírame - 4:15
10. El mundo no es suficiente - 5:02
11. Sombras del pasado - 10:42
12. Mantente firme (Hold The Line) - 3:30